# Papable

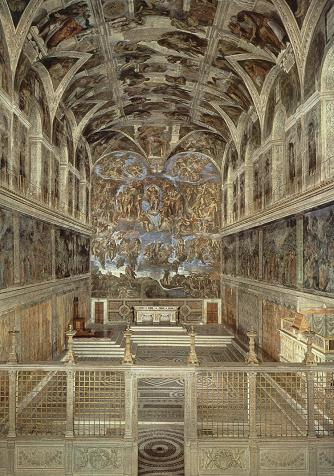
Capilla Sixtina, lugar donde se realizan los cónclaves.

El término papable (del italiano papabile, [paˈpaːbile]) es el adjetivo que designan los medios de comunicación a un cardenal considerado por ellos merecedor o probable de ser elegido papa según los propios parámetros del medio. El término fue acuñado primero[cita requerida] por los vaticanistas que al usar «papabili» concretaron el término ya existente «preferiti» ('favoritos').
Habitualmente, el nuevo papa es elegido de entre los preferiti, pero si las votaciones se dilatan sin que se produzca la mayoría suficiente para la elección, la posibilidad de que el nuevo papa sea cualquier otro cardenal del cónclave aumenta, puesto que estos sopesan nuevas posibilidades de consenso.
Entre los cardenales papables que fueron elegidos papa se encuentran Eugenio Pacelli (Pío XII), Giovanni Battista Montini (Pablo VI) y Joseph Ratzinger (Benedicto XVI). Sin embargo, a veces el Colegio Cardenalicio ha elegido a un hombre que no fue considerado papable por la mayoría de los observadores del Vaticano. Entre aquellos que fueron elegidos en los últimos cónclaves, pese a que no fueron considerados papables, se encuentran Angelo Giuseppe Roncalli (Juan XXIII), Albino Luciani (Juan Pablo I),  Karol Wojtyła (Juan Pablo II) y Robert Francis Prevost (León XIV), si bien este último apareció citado previamente en varios medios de comunicación. Hay un dicho irónico entre los vaticanistas: «el que entra al cónclave como papa, sale como cardenal».

## Papables elegidos
- Francesco Saverio Castiglioni (Pío VIII, elegido en 1829).
- Gioacchino Pecci (León XIII, elegido en 1878)
- Giacomo della Chiesa (Benedicto XV, elegido en 1914).
- Eugenio Pacelli (Pío XII, elegido en 1939).
- Giovanni Battista Montini (Pablo VI, elegido en 1963).
- Joseph Ratzinger (Benedicto XVI, elegido en 2005).[3][4][5][6][7]
- Jorge Mario Bergoglio (Francisco, elegido en 2013).[8][9][10][11][12][13]

## Papables no elegidos
Ser visto como papable, sin embargo, no es garantía de la elección y a veces es visto como una desventaja:
- Bartolomeo Pacca: diplomático experimentado bajo Pío VII, fue candidato en 1823 y favorito para ganar en 1829, pero fue vetado por Francia. El cardenal Castiglioni fue elegido como el papa Pío VIII.
- Emmanuele de Gregorio: se esperó que tuviera éxito luego de las muertes de León XII y Pío VIII, pero nunca lo hizo.
- Giacomo Giustiniani: candidato de los Zelanti en el Cónclave de 1830-1831, estuvo a punto de ascender al trono pontificio pero su elección fue vetada por el rey Fernando VII de España, a través de su embajador ante la Santa Sede, Pedro Gómez Labrador, y del cardenal Juan Francisco Marco y Catalán.
- Mariano Rampolla, secretario de Estado de la Santa Sede bajo el pontificado de León XIII: él se dirigía a la victoria en el cónclave de 1903 solo para ser vetado por el cardenal arzobispo de Cracovia, Jan Puzyna de Kosielsko, en nombre del emperador austro-húngaro Francisco José I. Con Rampolla bloqueado, Giuseppe Sarto fue elegido y se convirtió en el papa Pío X. Uno de los primeros actos de este papa, fue la abolición de los derechos de los Estados de evento.
- Giuseppe Siri: se esperaba que fuese elegido papa en los cónclaves de 1958 y 1963 y siguió siendo un competidor de primera en los cónclaves de 1978. En la primera de estas ocasiones, Angelo Roncalli, una elección totalmente inesperada, fue elegido y se convirtió en Juan XXIII.
- Giovanni Benelli: se esperaba que fuese elegido, tanto en el mes de agosto como en el de octubre de 1978. De hecho, fue derrotado en ambas (por poco la segunda vez). En agosto, un candidato que pocos vieron como papable, Albino Luciani fue elegido y se convirtió en el papa Juan Pablo I. En octubre, otro candidato, Karol Wojtyła, fue elegido Juan Pablo II.
- Francis Arinze: especulado por algunos medios de comunicación como un sucesor muy favorecido luego de la muerte de Juan Pablo II, no ganó una cantidad sustancial de votos en el cónclave papal de 2005.
- Odilo Scherer: según los medios era el segundo favorito por detrás de Angelo Scola en el cónclave de 2013.
- Pietro Parolin: era considerado el favorito para ser elegido papa en el cónclave de 2025. Sin embargo, finalmente fue elegido el cardenal Robert Francis Prevost, que se convirtió en el papa León XIV.

## No papables elegidos
- Annibale della Genga (tomó el nombre de León XII en 1823).
- Mauro Cappellari (tomó el nombre de Gregorio XVI en 1831).
- Giuseppe Sarto (tomó el nombre de Pío X en 1903).
- Achille Ratti (tomó el nombre de Pío XI en 1922).
- Angelo Giuseppe Roncalli (tomó el nombre de Juan XXIII en 1958).
- Albino Luciani (tomó el nombre de Juan Pablo I en 1978).
- Karol Wojtyła (tomó el nombre de Juan Pablo II en 1978).
- Robert Francis Prevost (tomó el nombre de León XIV en 2025).